# Eastbourne Borough Football Club

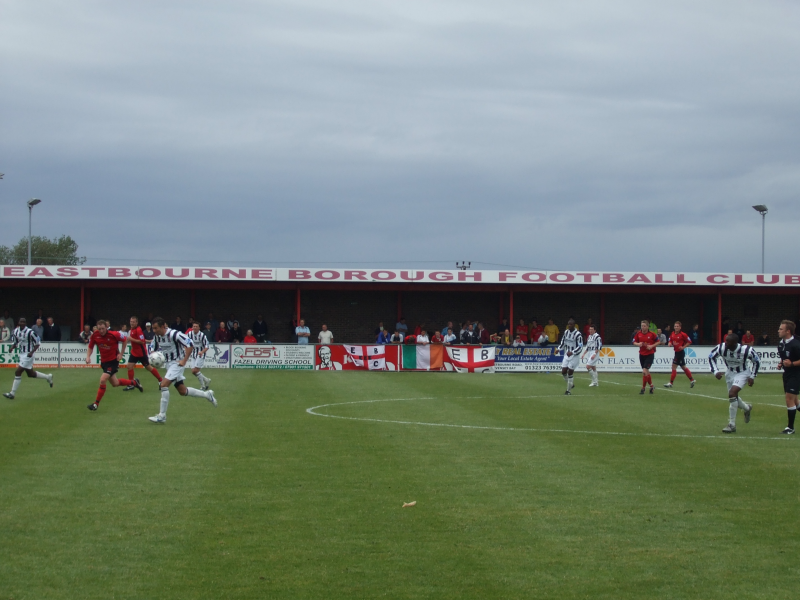
Estádio do Eastbourne Borough

Eastbourne Borough Football Club é um clube de futebol da Inglaterra, com sede na cidade de Eastbourne. Fundado em 1964 (61 anos), atualmente disputa a National League South, equivalente à sexta divisão do futebol inglês. Eastbourne Borough disputa seus jogos em casa no Priory Lane, o qual tem capacidade para 4 151 pessoas. Tommy Widdrington é o atual treinador do clube.